# Ми — на острові Сальткрока
«На острові Сальткрока» або, за серіалом: «Ми — на острові Сальткрока» (швед. Vi på Saltkråkan) — повість шведської письменниці Астрід Ліндґрен. Від інших творів письменниці відрізняється тим, що спочатку був написаний сценарій, за яким зняли телесеріал, а вже потім вийшла книга.

## Сюжет
На острові Сальткрока разом з сенбернаром Боцманом, батьком Ніссе, матір'ю Мертою і двома старшими сестрами Тедді і Фредді живе маленька Червен. Коли приходить літо, на острів, в Столярову садибу приїжджає сім'я Мелькерссон і Червен знайомиться з семирічним Пелле, його старшими братами Нікласом і Юханом, їх батьком-вдівцем Мелькером і його дочкою Малін, найстаршою дитиною в сім'ї, яка взяла на себе роль матері.
Сім'ю Мелькерсон відрізняє здатність потрапляти в безглузді історії і опинятися в різних колотнечах. Однак це невміння
бути «як всі» і відповідати загальноприйнятим нормам викликає симатію практично всіх — і сусідів по острові Сальткрока, і читачів цієї книги для різновікових груп: «люди розуміли, що безпорадний Мелькер, дивакуватий і по-дитячому захоплений, особливо потребує душевної теплоти і турботи. Як це йому вдавалося, важко сказати, але всі любили його».

## Факти
- Прототипом літературного та кінематографічного острова Сальткрока послужив реальний шведський острів Норрера (швед. Norröra)[2] Стокгольмського архіпелагу, за яким, як по «Острову Червен» влітку проводяться екскурсії[3][4].

## Екранізації

### Серіал
- 1964. На острові Сальткрока (серіал, Швеція). На відміну від більшості інших екранізацій Астрід Ліндґрен, серіал «Ми — на острові Сальткрока» не був заснований на книзі. Сценарій був написаний безпосередньо для телесеріалу, а потім вийшов у вигляді книги, після серіалу[1]. Серіал вийшов у 1964 році і складається з 13 серій.

### Повнометражні фільми
- 1964. Червен, Боцман і Мойсей (швед. Tjorven, Båtsman och Moses)
- 1965. Червен і Крикуша (швед. Tjorven och Skrållan)
- 1966. Червен і Пірати (швед. Tjorven och Mysak)
- 1967. Крикуша і Контрабандисти (швед. Skrållan, Ruskprick och Knorrhane)